# Azzurra
|  | Aquest article tracta sobre el vaixell. Si cerqueu el cràter de l'asteroide (243) Ida, vegeu «Azzurra (cràter)». |

L'GNV Azzurra és un vaixell del 1981 propietat de Mediterranean Shipping Company i operada per GNV amb seu a Itàlia. Va ser encarregat a Öresundsvarvet de Suècia per Destination Gotland, però finalment acabà en mans de MS Wasa Star. Entre 1984 i 2008 va navegar amb el nom de MS Peter Wessel, fins que va canviar de propietari. Té capacitat per 2.180 passatgers i entre els seus serveis compta amb un centre comercial i tres zones de restauració.
És un dels vaixells que, com el Rhapsody, el Ministeri de l'Interior espanyol va llogar a Grandi Navi Veloci el setembre de 2017 per tal d'acollir les forces de seguretat desplaçades a Catalunya en la intervenció de les finances de la Generalitat (operació Anubis). Va arribar al Port de Tarragona el migdia del 20 de setembre de 2017.
El 16 de novembre de 2017, després que el Moby Dada marxés del port de Barcelona, després d'haver estat durant gairebé dos mesos allotjant els agents dels cossos policials espanyols enviats a Catalunya per evitar el referèndum de l'1 d'octubre, l'Azzurra, que havia estat fent la mateixa funció al port de Tarragona, va anar cap a Barcelona per substituir-lo. El vaixell va marxar del port de Barcelona el 31 de desembre de 2017.